# Arthur Alexander
Arthur Alexander (10 maja 1940 - 9 czerwca 1993) – amerykański piosenkarz Country soul. Zadebiutował w 1960 singlem Sally Sue Brown i był aktywny do końca lat 70. Przez większą część życia pracował regularnie jako kierowca autobusu. W 1993 planował powrócić na scenę, jednak po kilku miesiącach od podpisania kontraktu i skompletowania zespołu zmarł na atak serca.
Jego twórczość miała wyraźny wpływ na zespoły The Beatles i The Rolling Stones. Jest np. autorem piosenki Anna (Go to Him), która odniosła sukces dopiero w wykonaniu The Beatles.

## Dyskografia

### Single
- „Sally Sue Brown”/„The Girl That Radiates That Charm” Judd (1960)
- „You Better Move On”/„A Shot Of Rhythm And Blues” Dot (1961) London (UK) (1962)
- „Soldier of Love (Lay Down Your Arms)”/„Where Have You Been All My Life” Dot (1962) London (UK) (1962)
- „Anna”/„I Hang My Head And Cry” Dot (1962) London (UK) (1963)
- „Go Home Girl”/„You're the Reason” Dot (1962) London (UK) (1963)
- „Dream Girl”/„I Wonder Where You Are Tonight” Dot (1963)
- „Baby, Baby”/„Pretty Girls Everywhere” Dot (1963)
- „Where Did Sally Go”/„Keep Her Guessing” Dot (1963)
- „Old John Amos”/„Black Night” Dot (1964) London (UK) (1964)
- „Detroit City”/„You Don't Care” Dot (1965)
- „Baby For You”/„The Other Woman (In My Life)” Sound Stage (1966) London (UK) (1966)
- „Show Me The Road”/„Turn Around (And Try Me)” Sound Stage (1966)
- „Love's Where Life Begins”/„Set Me Free” Sound Stage (1968)
- „I Need You Baby”/„Spanish Harlem” Monument (1968)
- „Bye Bye Love”/„Another Time, Another Place” Sound Stage (1968)
- „Cry Like A Baby”/„Glory Road” Sound Stage (1969)
- „I'm Coming Home”/„It Hurts To Want It So Bad” Warner Brothers (1972)
- „Burning Love”/„It Hurts To Want It So Bad” Warner Brothers (1972)
- „Mr John”/„You've Got Me Knockin'” Warner Brothers (1972)
- „Lover Please”/„They'll Do It Every Time” Warner Brothers (1973)
- „Every Day I Have To Cry Some”/„Everybody Needs Someone To Love” Buddah (1975) Buddah (UK) (1976)
- „Sharing The Night Together”/„She'll Throw Stones At You” Buddah (1976) Buddah (UK) (1977)
- „Hound Dog Man's Gone Home”/„So Long Baby” Music Mill (1977)

### EP
- „Alexander The Great” (1963) London (UK)
- „Arthur Alexander” (1963) London (UK)

### Albumy
LP
- You Better Move On (1962) Label: Dot & London (UK)
- Arthur Alexander (1972) Label: Warner Brothers
- Story Of Rock 'N' Roll (1977) Label: Ariola (Germany) (Reissue of "You Better Move On" LP)

CD
- You Better Move On (1993) Label: MCA (1994) MCA (UK) (Reissue of LP with bonus tracks)
- Lonely Just Like Me (1993) Label: Nonesuch/Elektra
- Rainbow Road: The Warner Bros. Recordings (1994) Label: Warner Archives (Reissue of LP with bonus tracks)
- Lonely Just Like Me: The Final Chapter (2007) Label: Hacktone (Reissue of CD with bonus tracks)

### Compilation albums
LPs
- Various Artists - Greatest Rhythm And Blues Stars (1965) Label: Guest Star (2 tracks by Arthur Alexander)
- Carl Perkins - Sing A Song With Me (1979) Label: Koala (4 demos by Arthur Alexander)
- A Shot Of Rhythm And Soul (1982) Label: Ace (UK)
- Soldier Of Love (1987) Label: Ace (UK)

CDs
- The Greatest (1989 & 2006) Label: Ace (UK)
- The Ultimate Arthur Alexander (1993) Label: Razor & Tie
- Jon Tiven's Ego Trip - Blue Guru (1996) Label: Fountainbleu (1 over-dubbed demo by Arthur Alexander)
- Various Artists - Bill Haney's Atlanta Soul Brotherhood (1998) Label: Kent (UK) (1 track by Arthur Alexander)
- Various Artists - Bill Haney's Atlanta Soul Brotherhood Vol 2 (1998) Label: Kent (UK) (1 track by Arthur Alexander)
- The Monument Years (2001) Label: Ace (UK)